# Rich Lesser
Richard "Rich" Lesser (nascido em 1962) é um empresário estadunidense. Desde 2021, ele tem desempenhado o papel de Presidente Global do Boston Consulting Group (BCG), uma consultoria de gestão global sediada nos Estados Unidos. Antes disso, Lesser liderou a empresa como CEO por oito anos, de 2013 a 2021.

## Juventude e formação acadêmica
Durante a década de 1970, Lesser passou sua infância e juventude na cidade de Pittsburgh, Pensilvânia.
Ele é um acadêmico distinto, tendo conquistado um MBA da Harvard Business School, onde foi reconhecido como um "Baker Scholar". Além disso, Lesser também detém um bacharelado em Engenharia Química pela Universidade de Michigan, onde se formou com a mais alta honra, summa cum laude.

## Carreira
Lesser deu os primeiros passos na sua carreira profissional na Procter & Gamble, onde atuou como engenheiro de desenvolvimento de produtos e líder de grupo. Em 1988, ele decidiu mudar de rumo e ingressou na Boston Consulting Group (BCG) como consultor.
Durante o período de 2000 a 2009, Lesser assumiu a responsabilidade de liderar o sistema de escritórios da BCG na região metropolitana de Nova Iorque. Posteriormente, de 2009 a 2012, ele serviu como presidente da BCG para as Américas do Norte e do Sul. Desde que se juntou à BCG, Lesser tem se concentrado em trabalhar com clientes em áreas como estratégia, operações, liderança e transformação em larga escala.
Em maio de 2012, foi eleito para suceder Hans-Paul Bürkner como diretor executivo Global do Boston Consulting Group. Sob sua liderança eficaz, a BCG experimentou um crescimento significativo - a empresa mais que dobrou seu tamanho para mais de vinte e dois mil funcionários e viu sua receita triplicar.

## Outros envolvimentos
Lesser também atua como consultor-chefe da Aliança dos Líderes CEO do Fórum Econômico Mundial (WEF). Ele acelerou os fortes investimentos da BCG no impacto social por meio de suas muitas parcerias, incluindo o Programa Mundial de Alimentos, Save the Children e o Fundo Mundial para a Natureza.